# ناحیه الجعافره
ناحیه الجعافره (به عربی: دائرة الجعافرة) یک ناحیه در الجزایر است که در استان برج بوعریریج واقع شده‌است.